# Герб комуни Сетер
Герб комуни Сетер (швед. Säters kommunvapen) — символ шведської адміністративно-територіальної одиниці місцевого самоврядування комуни Сетер. 

## Історія
Від XVІI століття місто Сетер використовувало герб. Його кольоровий малюнок подано в королівському привілеї, виданому для міста 1642 року. 
Після адміністративно-територіальної реформи, проведеної в Швеції на початку 1970-х років, муніципальні герби стали використовуватися лишень комунами. Цей герб був 1971 року перебраний для нової комуни Сетер.
Герб комуни офіційно зареєстровано 1987 року.
Герби давніших адміністративних утворень, що увійшли до складу комуни, більше не використовуються.

Герб ландскомуни Густаф (1947–1970)
Герб ландскомуни Сільвберг (1951–1952)
Герб ландскомуни Стура-Шедві (1945–1970)

## Опис (блазон)
У срібному полі на чорній основі стоїть коваль у синій сорочці, червоній шапці та чорних штанях, фартуху і черевиках і замахується синім молотом з чорним руків’ям на червону заготовку на чорному ковадлі.

## Зміст
Сюжет герба вказує на Сетер як центр обробки мідних і залізорудних родовищ.     